# Буркатовский, Сергей Борисович
Сергей Борисович Буркатовский  (р. 1968) — писатель-фантаст, геймдизайнер, бывший генеральный продюсер компании Wargaming.net.

## Биография
Родился 11 апреля 1968 года в посёлке Бор Назаровского района Красноярского края, жил в Томске.
Окончил Томский государственный университет по специальности «Теоретическая физика». Затем работал в Институте Атомной Энергии им. Курчатова.
С 1997 года работал в сфере IT. До 2022 года — ведущий разработчик компьютерной игры World of Tanks. 
В 2022 году опубликовал пост в поддержку российского вторжения на Украину, который был удалён через сутки после проявления к нему интереса со стороны СМИ.
26 февраля 2022 года после высказывания о поддержке российского вторжения на Украину Буркатовский сообщил, что покинул компанию Wargaming.net. Возможно, что это произошло по инициативе компании.

## Семья
Женат, двое детей. Увлекается военной историей, участник военно-исторического форума ВИФ2NE.

## Награды
- 2008 — Премия им. Тита Ливия, Роман, «Вчера будет война» (2008)

## Творчество

### Рассказы и повести в коллективных сборниках
1. Буркатовский С. Вариант «Бац»! // В окопах времени (сборник). — Москва: Яуза, 2010. — С. 480. — (Военно-историческая фантастика). — 5000 экз. — ISBN 978-5-699-40360-8.

## Переиздания
1. Буркатовский С. Вчера будет война. — М.: Эксмо, 2008. — С. 444. — (Русская фантастика). — 6000 экз. — ISBN 978-5-699-30389-2.
2. Буркатовский С. Вчера будет война. — М.: Эксмо, 2009. — С. 384. — (Абсолютное оружие). — 5000 экз. — ISBN 978-5-699-34900-5.
3. Буркатовский С. Вчера будет война. — М.: Эксмо, 2010. — С. 384. — (Я из будущего). — 3000 экз. — ISBN 978-5-699-40561-9.
4. Буркатовский С. Вчера будет война. — М.: Эксмо, 2010. — С. 416. — (Стальная крыса). — 5100 экз. — ISBN 978-5-699-44024-5.
5. Буркатовский С. Главная дата. — М.: Tactical Press, 2014. — С. 368. — (Panzer fiction). — ISBN 978-5-906074-11-9.